# Hermann Schneider (Politiker, 1894)
Hermann Christian Schneider (* 23. Februar 1894 in Aschaffenburg; † 1978) war ein deutscher Politiker. Er amtierte von 1925 bis 1927 als Schriftführer der NSDAP und gehörte in dieser Eigenschaft (nominell) dem erst sechsköpfigen und dann dreiköpfigen Vorstand der Partei an.

## Leben und Tätigkeit
Schneider war von 1920 bis 1927 als wissenschaftlicher Hilfsarbeiter bei der Staatsbibliothek in München beschäftigt. Während dieser Zeit trat er 1922 in die ursprüngliche NSDAP ein. Nach dem Verbot der Partei infolge des gescheiterten Hitler-Putsches vom November 1923 betätigte er sich in der als Auffangorganisation für die illegale Partei dienenden Organisation Großdeutsche Volksgemeinschaft (GVG).
Anlässlich der Neugründung der NSDAP trat Schneider ihr zum 24. März 1925 bei (Mitgliedsnummer 14) und wurde der Schriftführer der neuen Parteileitung. In dieser Eigenschaft wurde er in den aus einem sechsköpfigen Ausschuss bestehenden Parteivorstand gewählt. Dieser bestand aus einem ersten Vorsitzenden (Adolf Hitler), einem zweiten Vorsitzenden (Max Amann) sowie einem 1. Schriftführer (Schneider) und einem 1. Kassier (Franz Xaver Schwarz) der Parteileitung sowie ihren Stellvertretern. Das Protokoll der Gründungsversammlung des Nationalsozialistischen deutschen Arbeitervereins e. V. (in welcher Form die NSDAP als vereinsrechtliche Körperschaft damals aufgestellt wurde) vom 21. August 1925 wurde dementsprechend außer von Hitler und Schwarz von Schneider abgezeichnet.
Während der Generalmitgliederversammlung der NSDAP vom 22. Mai 1926 wurde eine Revision der Parteisatzung beschlossen. Diese bestimmte, dass die Mitgliederversammlung fortan nur noch das Recht hatte, den Vorsitzenden, einen Schatzmeister und einen Schriftführer zu wählen, während die drei Stellvertreterpositionen entfielen. Der während dieser Versammlung – einstimmig gewählte – verkleinerte Vorstand des Nationalsozialistischen Deutschen Arbeitervereins (und damit der Partei) bestand fortan nur noch aus drei Personen: Dem Vorsitzenden (Hitler), dem Kassier (Schwarz) und dem Schriftführer (Schneider). Hitler hatte zur Sicherstellung der einstimmigen Wahl zuvor in einer Rede an die Wahlteilnehmer die Bitte vorgetragen zu den „2 Herren, die bisher in die Parteileitung offiziell gewählt waren, unseren ersten Schriftführer Herrn Schneider und unseren 1. Kassier Herrn Schwarz“ die „gleiche Stellung“ einzunehmen, wie zu ihm, d. h. sie bei der Wahl unbedingt zu unterstützen.
Wie Peter Longerich festgestellt hat, war diese Veränderung für die Stärkung der parteiinternen Autorität von Hitler insofern von Bedeutung als mit dem Ende des ursprünglichen Ausschusses die zumindest formal bisher bestehende Möglichkeit beseitigt war, durch den Ausschuss außerordentliche Mitgliederversammlungen einzuberufen und so eine Plattform für eine innerparteiliche Opposition gegen den Vorsitzenden zu schaffen.
1927 erhielt Schneider eine Stelle als Gymnasiallehrer in Münnerstadt. Sein Nachfolger als Schriftführer wurde Karl Fiehler. 1934 wurde er in den Rang eines Studienprofessors befördert und zum 1. September 1934 Rektor des Gymnasiums Münnerstadt.
In der NSDAP übernahm er 1931 wieder Funktionärsaufgaben: In diesem Jahr wurde er in der Ortsgruppe in Münnerstadt tätig. 1936 wurde er dann zum Kreisleiter von Münnerstadt und Kissingen ernannt. Diesen Posten hatte er bis ins Jahr 1937 inne. 1938 folgte ihm Wilhelm Heimbach als Kreisleiter nach. Die Gründe für Schneiders Ablösung als Kreisleiter sind nicht eindeutig gesichert, Herbert Schott zitiert aber ein Urteil von C. Roth über Schneider, demzufolge dieser „zu sehr von seinem Kampf gegen das konfessionelle Schulwesen an seinem Wohnort Münnerstadt in Anspruch genommen“ war, „als daß er den Pflichten des Parteiamtes Präferenz hätte einräumen können.“